# F Is for Family
F Is for Family è una serie animata statunitense distribuita da Netflix, a partire dal 18 dicembre 2015.
Ideata e scritta da Bill Burr e Michael Price, è una "commedia familiare", ambientata negli anni '70.

## Trama
Negli Stati Uniti degli anni '70, in un quartiere della classe media, vive la famiglia Murphy, composta da Frank, un padre di famiglia tradizionalista, Sue ed i loro tre figli, Kevin, Maureen e Bill. La serie narra le varie vicissitudini della famiglia e tutti i loro vari problemi a casa, a scuola, sul lavoro e con i vicini di casa.

## Episodi
| Stagione         | Episodi | Pubblicazione USA | Pubblicazione Italia |
| ---------------- | ------- | ----------------- | -------------------- |
| Prima stagione   | 6       | 2015              | 2015                 |
| Seconda stagione | 10      | 2017              | 2017                 |
| Terza stagione   | 10      | 2018              | 2018                 |
| Quarta stagione  | 10      | 2020              | 2020                 |
| Quinta stagione  | 8       | 2021              | 2021                 |

## Personaggi e doppiatori

### Personaggi principali
- Frank Murphy, voce originale di Bill Burr, italiana di Antonio Giuliani.
Un irascibile e disilluso padre di famiglia, veterano della Guerra di Corea. Egli lavora alla "Mohican Airways" ed è appassionato della serie televisiva Colt Luger.
- Susan "Sue" Murphy, voce originale di Laura Dern, italiana da Giuppy Izzo.
La moglie di Frank e madre dei suoi figli che lavora per la "Plast-a-Ware" (parodia della Tupperware).
- Kevin Murphy, voce originale di Justin Long, italiana di Francesco Venditti.
Il figlio maggiore di Frank e Sue, giovane ribelle e sempre in disaccordo con i suoi genitori.
- Maureen Murphy, voce originale di Debi Derryberry, italiana di Giulia Catania.
La figlia minore di Sue e Frank, la preferita dal padre.
- Bill Murphy, voce originale di Haley Reinhart, italiana di Rossa Caputo.
Il figlio maschio minore di Frank e Sue, fratello di Kevin e Maureen, che viene spesso preso in giro ed è vittima di bullismo.
- Victor "Vic" Reynolds, voce originale di Sam Rockwell, italiana di Stefano Benassi.
Un ricco playboy, vicino di casa della famiglia Murphy.

### Personaggi ricorrenti
- Jimmy Fitzsimmons, voce originale di Mo Collins, italiana di Alessio Ward.
Un bullo che ha preso di mira Bill.
- Red, voce originale di Trevor Devall, italiana di Andrea Moretti.
Un addetto ai bagagli e uno dei collaboratori di Frank.
- Jim Jeffords, voce originale di Phil Hendrie, italiana di Gabriele Martini.
Un famoso giornalista e presentatore televisivo.
- Vivian, voce originale di Mo Collins, italiana di Roberta Pellini.
Il capo di Sue al Plast-a-Ware.
- Bolo, voce originale di Trevor Devall, italiana di Federico Campaiola.
Un amico di Kevin. Di solito è accompagnato da Lex. È il batterista dei Merlin's Monocle.
- Ben, voce originale di Mo Collins, italiana di Leonardo Caneva.
Un amico di Kevin, Bill e Maureen e fratello di Kenny.
- Colt Luger, voce originale di Phil Hendrie, italiana di Stefano Alessandroni.
L'attore che interpreta il protagonista della sua omonima serie televisiva, la preferita di Frank.
- Mr. Goomer, voce originale di Trevor Devall, italiana di Metello Mori.
Vicino di casa dei Murphy e amico di Frank.
- Brandy Dunbarton, voce originale di Mo Collins, italiana di Micaela Incitti.
La moglie di Roger Dunbarton.
- Ginny, voce originale di Mo Collins, italiana di Monica Ward.
Una signora amica di Sue, ma che in realtà quest'ultima non sopporta.
- Rosie Roosevelt, voce originale di Kevin Michael Richardson, italiana di Massimo Corvo (st. 1-2) e Roberto Draghetti (st. 3-4).
Un uomo afroamericano che lavora all'aeroporto come amministratore delegato e gestore di bagagli.
- Babe, voce originale di Kevin Farley, italiana di Nanni Baldini.
Il vicino di casa dei Murphy e un amico di Frank.
- Bob Pogo, voce originale di David Koechner, italiana di Giancarlo Magalli.
Il capo obeso di Frank all'aeroporto che deve guidare una macchinina per spostarsi.
- Rodger Dunbarton, voce originale di Gary Cole, italiana di Fabrizio Pucci.
L'amministratore delegato di Mohican Airways e capo di Frank. È estremamente ricco e ha una moglie trofeo di nome Brandy.
- Lou Gagliardi, voce originale di Joe Buck, italiana di Michele Gammino.
Il presidente della Fratellanza Internazionale dei Gestori di Bagagli, Skycaps, Roadies e Circus Roustabouts. È anche l'attuale proprietario di Capitain Chucklethrust.
- Carl, voce originale di Kevin Farley, italiana di Leonardo Graziano.
Un addetto ai bagagli, nonché collaboratore di Frank.
- Smokey, voce originale di Michael K. Williams.
- Nguyen-Nguyen Stevenson, voce originale di Eileen Fogarty.
- William "Big Bill" Murphy, voce originale di Jonathan Banks, italiana di Dario Oppido.
Il padre di Frank[5].
- Sandy Calabasas, voce originale di Alex Moffat.
- Curtis Higgins, voce originale di Phil LaMarrthe.
- Darryl Roosevelt, voce originale di Cree Summer.

## Produzione e trasmissione
La serie è stata annunciata nell'ottobre 2014 come frutto di una collaborazione tra Netflix e le case di produzione Gaumont International Television e Wild West Television.
La prima stagione, composta da sei episodi, è uscita il 18 dicembre 2015.
L'11 aprile 2016 Haley Reinhart annuncia che la serie ritornerà con una seconda stagione, che viene poi resa disponibile su Netflix dal 30 maggio 2017.
Il 28 giugno dello stesso anno la serie è stata rinnovata anche per una terza stagione, uscita il 30 novembre 2018. Il 24 gennaio 2019 la serie è stata rinnovata per una quarta stagione, poi uscita il 12 giugno 2020. Il 1º ottobre 2020 Netflix ha rinnovato la serie per una quinta e ultima stagione, poi uscita il 25 novembre 2021.

## Accoglienza

### Critica
La serie ha ricevuto recensioni generalmente positive. Su Rotten Tomatoes la critica afferma infatti: "Mentre l'umorismo si basa sulla volgarità, la forza di F Is for Family è il suo notevole cuore".
| Stagione | Responso della critica | Responso della critica |
| Stagione | Metacritic             | Rotten Tomatoes        |
| -------- | ---------------------- | ---------------------- |
| Prima    | 75/100 (14 recensioni) | 82% (17 recensioni)    |
| Seconda  | N.D.                   | 89% (9 recensioni)     |

### Riconoscimenti
- Primetime Emmy Awards
  - 2017 – Candidatura per il miglior doppiatore per l'episodio Prega contro il male a Mo Collins[19]
  - 2019 – Candidatura per il miglior doppiatore per l'episodio L'erezione a Kevin Michael Richardson[20]